# Ad Apostolorum Principis
Ad Apostolorum Principis (К апостольским началам) — название энциклики Римского папы Пия XII, которая была издана 19 июня 1958 года. Энциклика освящает ситуацию, в которой оказалась китайская община Римско-Католической церкви в Китае после создания Китайской Патриотической Церкви. Энциклика «Ad Apostolorum Principis» стала последней энцикликой Римского папы Пия XII (он умер спустя три месяца после её написания).

## История
Непосредственной причиной издания энциклики «Ad Apostolorum Principis» стало создание в 1958 году под эгидой правительства Китайской Народной Республики Китайской Патриотической Ассоциации, объединявшей католическое духовенство и мирян, которые заявили о неподчинении Ватикану. 3 апреля 1958 года епископ Ли Даонан из Патриотической Церкви рукоположил двух священников в епископов, нарушив каноническое право Католической Церкви, запрещающее рукополагать во епископы без согласия Святого Престола.

## Содержание
Ранее Римский папа Пий XII своей энцикликой Ad Sinarum Gentem от 7 октября 1954 года уже осудил проводимую китайским правительством политику притеснения Римско-Католической Церкви. В энциклике Ad Apostolorum Principis Римский папа Пий XII критикует цели Китайской Патриотической Ассоциации, объясняя, что в данном случае за терминами «патриотизм» скрывается попытка китайских коммунистов навязать верующим атеистический материализм, за «свободой» от Ватикана — нападение на Римско-Католическую Церковь и подчинение её коммунистическим властям. Пий XII критикует в энциклике власти КНР за высылку из страны иностранного духовенства, лишение свободы многих священников, лояльных Ватикану. Руководство Китайской Патриотической Ассоциации Пий XII критикует за мнение, что власть Святого Престола распространяется только на духовные и моральные вопросы, тем самым, сообщая, что католическое духовенство, отпавшее от общения с Римско-Католической Церковью, проповедует учение, противное учению Церкви о полномочной власти Римского папы.
Пий XII сообщает в энциклике, что незаконное рукоположение епископов без согласия Святого Престола приводит к отлучению от Церкви, совершающих и принимающих такое рукоположение.
В то же время Римский папа Пий XII объявляет о поддержке верных Святому Престолу и призывает продолжать работу по сохранению единства китайской общины.